# Филалеты
Филалеты (фр. Philalèthes) — общее название группы масонов, объединённых в масонскую ложу «Des amis réunis». Основал ложу в 1773 году маркиз Шарль Пьер Поль Савайе де Ланже. Члены ложи создали Устав Филалетов, который состоял из 12 степеней (или классов). Ложа прекратила свои труды в 1797 году, после смерти её основателя.

## Происхождение названия
Греческое слово φιλαλήθης использовалось древними авторами, такими как Аристотель и Плутарх, и означало всегда — любитель истины. Слово вошло в обиход в масонских кругах через алхимика и мистика Роберта Самбера (1682—1745), который использовал псевдоним Евгений Филалет. Использование Самбером такого имени было данью уважения к Томасу Вогану, более раннему алхимику, который использовал то же самое имя. В 1772 году, в Париже, был основан Устав Филалетов, который был посвящён изучению эзотерики.

## Функционирование
Для приёма в каждую степень были разработаны сложные церемонии посвящения. Филалеты отличались мистико-моральными, и в то же время, научными стремлениями. Дважды — в 1785 (с 15 февраля по 26 мая) и в 1787 годах — проходили в Вильгельмсбаде конвенты, в соответствии с Исправленным шотландским уставом, в которых помимо филалетов принимали участие несколько сотен масонов из разных стран Европы; в конце 1787 года планировался к проведению третий конвент, но этого так и не произошло. Известно, что филалеты собирали обширную библиотеку, стремясь создать так называемую масонскую науку, а в своих ложах организовывали лаборатории, в которых пытались заниматься изучением алхимии.
В честь первых французских филалетов названо основанное в октябре 1928 года в США Общество Филалетов.
Кроме того, филалетами назывались неизвестные авторы сочинений: «Entwarf einer Bittschrift. an deutsche Fürsten» и «Grundsätze der religiösen Wahrheitsfreunde» (Киль, 1830 год). В обоих сочинениях авторы проектировали новое общество, не связанное никакими общепризнанными религиозными догматами, но беспрекословно исполняющее законы государства. Ввиду революционных движений 1830 года это общество было запрещено. В 1842 году филалеты вновь подали просьбу о разрешении, но опять не имели успеха.

## Степени устава Филалетов
Степени устава Филалетов были сформированы после пяти лет работы ложи. В устав входили пять символических степеней:
1. Ученик
2. Подмастерье
3. Мастер
4. Избранный
5. Шотландец

Капитул объединял три степени:
1. Рыцарь востока
2. Рыцарь розы и креста
3. Рыцарь храма или тамплиер

Совет объединял четыре степени:
1. Неизвестный философ
2. Возвышенный философ
3. Посвящённый
4. Филалет